# نهائي دوري أبطال إفريقيا 2014
المباراة النهائية لدوري أبطال أفريقيا 2014 النسخة ال50 للبطولة رقم 1 للأندية الأفريقية لكرة القدم التي ينظمها الاتحاد الأفريقي لكرة القدم (CAF)، والنسخة 18 تحت الشكل الحالي دوري أبطال أفريقيا.

## الفرق المتأهلة
| الفريق    | منطقة                 | مباريات نهائية سابقة (غامق يشير إلى الفائزين) |
| --------- | --------------------- | --------------------------------------------- |
| فيتا كلوب | UNIFFAC (وسط أفريقيا) | 1973 ، 1981                                   |
| وفاق سطيف | UNAF (شمال إفريقيا)   | 1988                                          |

## المباريات

### المباراة الاولي
| فيتا كلوب                 | 2–2 | وفاق سطيف                          |
| ------------------------- | --- | ---------------------------------- |
| مابيدي 45+3' (ركلة.)، 77' |     | موبيلي 17' (ه.ذ.) · أكرم جحنيط 57' |

| AS Vita Club | ES Sétif |

### المباراة الثانية
| وفاق سطيف      | 1–1 | فيتا كلوب |
| -------------- | --- | --------- |
| سفيان يونس 50' |     | مبيدي 54' |

| ES Sétif | AS Vita Club |